# البطولات الفرنسية 1929 (كرة مضرب)
هذه البطولة شهدت أخر انتصار للاعب رينيه لاكوست (René Lacoste) في البطولات الكبرى (الجراند سلام); وفي هذه البطولة أصبحت اللاعبة هيلين ويلز مودي (Helen Wills Moody) أول لاعبة أمريكية تفوز بلقب الفردي.
وهنا قائمة البطولات الفرنسية لعام 1929 (المعروفة الآن باسم دورة رولان غاروس) :

## الكبار

### فردي رجال
رينيه لاكوست هزم  جين بورتورا، النتيجة:6-3, 2-6, 6-0, 2-6, 8-6

### فردي سيدات
هيلين ويلز مودي هزمت  سايمون ماثيو، النتيجة:6-3, 6-4

### زوجي رجال
رينيه لاكوست و جيان بروتورا هزما  هنري كوهيت و جاكويز برونغون، النتيجة:6-3, 3-6, 6-3, 3-6, 8-6

### زوجي سيدات
ليل دي ألفاريس و كورنيليا بومان هزمتا  بوبي هايني و ألايدا نياف، النتيجة:7-5, 6-3

### زوجي مختلط
إيليم بينيت وايتينغستال و هنري كوهيت هزما  هيلين ويلز مودي و فرانك هنتر، النتيجة:6-3, 6-2